# Hugh Edwards
Hugh Edwards   (Woodstock, 17 de novembre de 1906 - Southampton, 21 de desembre de 1972) fou un remer anglès que va competir durant les dècades de 1920 i 1930.
Estudià al Christ Church College de la Universitat d'Oxford. El 1926, sent alumne de primer any, va ser seleccionat per disputar la Regata Oxford-Cambridge. El 1927 abandonà els estudis, alhora que començava a remar pel London Rowing Club. El 1930 guanyà la Grand Challenge Cup de la Henley Royal Regatta. Aquell mateix any va guanyar dues medalles d'or als Jocs de l'Imperi Britànic de Hamilton, el quatre i vuit amb timoner.
El 1932 va prendre part en els Jocs de Los Angeles, on va disputar dues proves del programa de |rem. En ambdues, el dos i quatre sense timoner, guanyà la medalla d'or.
Durant la Segona Guerra Mundial va servir al Coastal Command de la Royal Air Force. Després d'ascendir fins a capità de grup, fou demobilitzat el 1946.